# Schmidberger Renette
Die Schmidberger Renette ist eine alte Sorte des Kulturapfels (Malus domestica). Die auch als Schmidbergers Renette, Schmidbergers Rote Renette, Plankenapfel, Grünlocherl oder Gestreifte Winterparmäne bezeichnete Sorte stammt aus dem österreichischen Mostviertel und wurde 2008 zur Streuobstsorte des Jahres in Österreich gekürt.

## Beschreibung
Schmidbergers Renette ist eine anspruchslose und robuste Apfelsorte, die im Oktober reift und bei entsprechender Lagerung bis März haltbar ist.
Es gibt eine runde und eine hochgebaute Form der Sorte, die sich in Kelchausbildung, Fruchtform und Fruchtfleischqualität etwas unterscheiden.

### Frucht

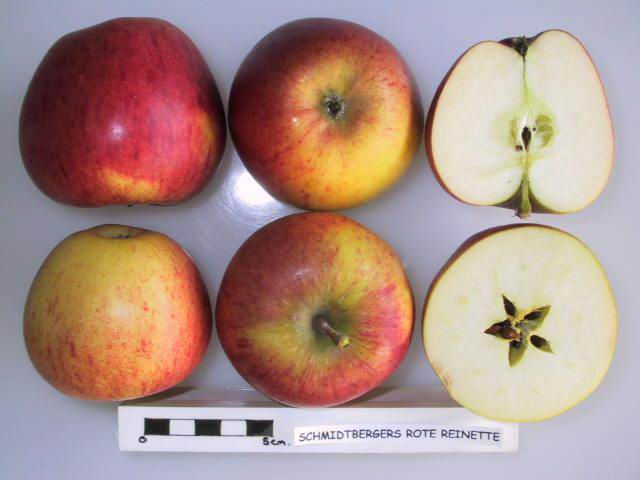
Schmidbergers Renette

Die Früchte der Schmidberger Renette sind mittelgroß, 50 bis 68 mm hoch, 60 bis 73 mm breit und mit fester Schale. Zur grünlich-gelben Grundfarbe entwickeln die Äpfel eine verwaschen rot bis dunkelrote Deckfarbe mit karmin- bis dunkelpurpurroten Streifen. Das Fruchtfleisch ist mittelhart und saftig, der Geschmack wird als angenehm säuerlich süß und schwach gewürzt beschrieben. Das Kernhaus ist mittelgroß mit hohler Achse und gut ausgebildeten Samen.

### Blüte
Die wenig witterungsempfindliche Schmidberger Renette blüht mittelfrüh. Der Ertragsbeginn setzt spät ein, ist aber reichlich, alle zwei Jahre in der Regel überreich.

### Baum
Schmidbergers Renette bildet einen Baum mit breit gewölbter, dicht beasteter Krone und mit stark hängenden Ästen aus.

## Herkunft und Verbreitung
In Österreich ist Schmidbergers Renette seit etwa 1750 im Mostviertel und im Innviertel nachweisbar. Der in Braunau am Inn ansässige Pomologe und Apotheker Georg Liegel beschrieb als Erster die Sorte und widmete sie dem Pomologen Josef Schmidberger.